# Saint-Denis-sur-Ouanne
Saint-Denis-sur-Ouanne ist eine Commune déléguée in der französischen Gemeinde Charny Orée de Puisaye mit 140 Einwohnern (Stand: 1. Januar 2022) im Département Yonne in der Region Bourgogne-Franche-Comté. Die Einwohner werden Dionysiens genannt.
Von 1996 bis 2014 gehörte Saint-Denis-sur-Ouanne zur Communauté de communes de la Région de Charny.
Saint-Denis-sur-Ouanne wurde am 1. Januar 2016 mit 13 weiteren Gemeinden, namentlich Chambeugle, Charny, Chêne-Arnoult, Chevillon, Dicy, Fontenouilles, Grandchamp, Malicorne, Marchais-Beton, Perreux, Prunoy, Saint-Martin-sur-Ouanne, Villefranche zur Commune nouvelle Charny Orée de Puisaye zusammengeschlossen. Die Gemeinde Saint-Denis-sur-Ouanne gehörte zum Arrondissement Auxerre und zum Kanton Charny.

## Geographie
Saint-Denis-sur-Ouanne liegt etwa 36 Kilometer westnordwestlich von Auxerre an der Ouanne.

## Bevölkerungsentwicklung
| Jahr                      | 1962 | 1968 | 1975 | 1982 | 1990 | 1999 | 2006 | 2013 |
| Einwohner                 | 238  | 191  | 140  | 141  | 152  | 134  | 155  | 128  |
| Quelle: Cassini und INSEE |      |      |      |      |      |      |      |      |

## Sehenswürdigkeiten
- Kirche Saint-Loup aus dem 13. Jahrhundert

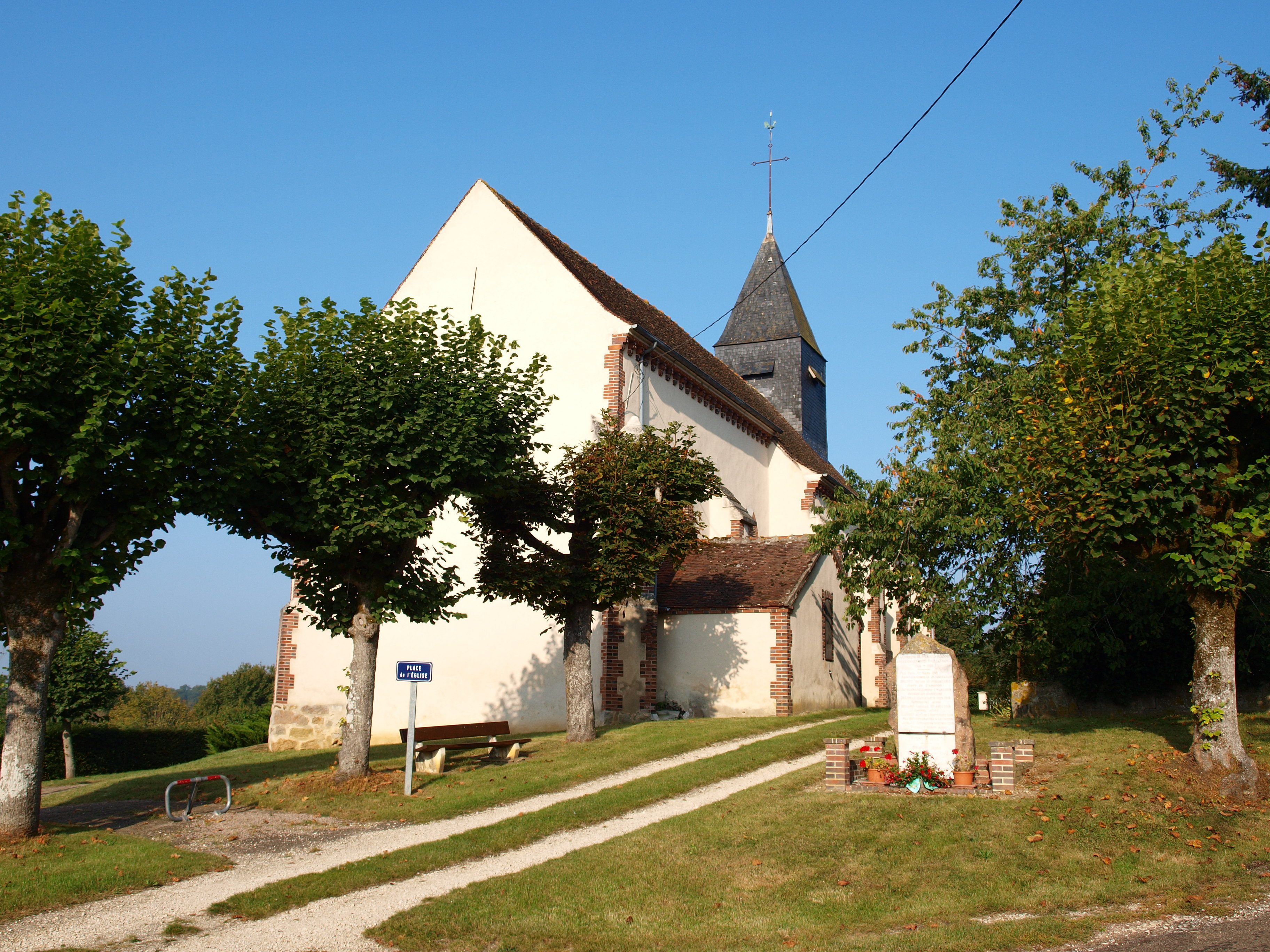
Kirche Saint-Loup